# سیاره آزاد
سیاره آزاد (به انگلیسی: LibrePlanet) برنامه‌ای اجتماعی است که توسط بنیاد نرم‌افزار آزاد برپا و پشتیبانی می‌شود. هدف آن ترویج نرم‌افزار آزاد در سراسر جهان با برگزاری هر سال یک همایش بین‌المللی برای جوامع محلی و سازمان‌ها است.

## تاریخچه
این برنامه در سال ۲۰۰۶، در گردهمایی کاربران مرتبط با بنیاد نرم‌افزار آزاد و اراده سازماندهی در گروه‌های جغرافیایی متولد شد. ویکی به عنوان درگاه اصلی برای افرادی است که می‌خواهند در فعالیت‌های نرم‌افزار آزاد در حالت‌های همکاری محلی و مردمی مشارکت کنند.

## همایش سیاره‌آزاد
این همایش سالانه توسط بنیاد نرم‌افزار آزاد در بوستون، ماساچوست یا اطراف آن سازماندهی می‌شود و با هم‌آمیزی از کارکنان بنیاد و داوطلبان جامعه کار می‌کند. این همایش جایگزین نشست سالانه اعضای FSF می‌شود که هر سال در همان زمان برگزار می‌شد.
هر همایش دارای موضوع و یک وبگاه خاص خود است. این رویداد معمولاً شامل سخنرانی رئیس FSF، ریچارد استالمن و مدیر اجرایی FSF جان سالیوان، جوایز نرم‌افزار آزاد و همچنین اعضای جامعه وسیع‌تر نرم‌افزار آزاد و مراسم جوایز نرم‌افزار آزاد است

### رویدادهای قابل توجه
- ادوارد اسنودن در کنگره در سال ۲۰۱۶ سخنرانی کرد.[۴][۵][۶]
- LibrePlanet 2020 13-15 مارس: اجزای حضوری به دلیل شیوع مداوم COVID-19 لغو شدند. در عوض یک کنفرانس مجازی و پخش زنده برگزار شد.[۷]
- ریچارد استالمن اعلام کرد که در کنفرانس ۲۰۲۱ دوباره به هیئت مدیره FSF خواهد پیوست.[۸]